# Bureau nord du gouvernement provincial du Gyeonggi (métro d'Uijeongbu)
Bureau nord du gouvernement provincial du Gyeonggi (en coréen 경기도청북부청사역) est une station de la ligne U du métro d'Uijeongbu. Elle est située à Cheongsa-ro et Buyong-ro sur le territoire d'Uijeongbu, importante ville de la banlieue nord-ouest de la capitale Séoul, dans la province Gyeonggi en Corée du Sud.

## Situation sur le réseau

Plan du réseau (2023).

La station aérienne Bureau nord du gouvernement provincial du Gyeonggi, sur l'unique ligne (ligne U) du métro d'Uijeongbu, de type VAL, est située entre la station Sae-mal, en direction du terminus ouest Balgok, et la station Hyoja, en direction du terminus est Plateforme temporaire de dépôt de véhicules.

## Histoire
La station Bureau nord du gouvernement provincial du Gyeonggi est mise en service le 1er juillet 2012, lors de l'ouverture à l'exploitation des 11,1 km de l'unique ligne, dite ligne U, du métro d'Uijeongbu du type Véhicule automatique léger (VAL),.

## Services aux voyageurs

### Accès et accueil
La station est accessible par la voie Janggok-ro par deux escaliers et deux ascenseurs qui permettent de rejoindre la plateforme intermédiaire avec toilettes et automates pour l'achat des titres de transport. De cette plateforme, deux escaliers et deux ascenseurs permettent de rejoindre les deux quais de la station équipés de portes palières.

### Desserte
Bureau nord du gouvernement provincial du Gyeonggi est desservie de 5h à 24h, à une fréquence qui varie en fonction des périodes, par les rames automatiques du métro d'Uijeongbu.

### Intermodalité
Des parcs pour les vélos sont installés sous la station, près des escaliers. A proximité, sur la Janggok-ro, des arrêts de bus sont desservis notamment par les lignes : 206 et 206-3.